# الرهد (سودان)
الرهد (به عربی: الرهد) یک منطقهٔ مسکونی در سودان است که در کردفان شمالی واقع شده‌است.